# Hove
Hove ist eine Stadt in der englischen Unitary Authority Brighton and Hove am Ärmelkanal. Sie zählt etwa 67.600 Einwohner und ist im Verlauf der Geschichte mit Brighton zusammengewachsen. 1997 wurde Hove mit Brighton, Portslade und Rottingdean zur Stadt Brighton and Hove zusammengeschlossen und erhielt 2000 den Status einer sogenannten Millennium-City (City ohne alle königlichen City-Privilegien).
Die Stadt entwickelte sich aus einem Wohnort zu einem Urlaubsort, in dem sich auch einige Betriebe der Leichtindustrie niedergelassen haben. Im 19. Jahrhundert wurde das luxuriöse Seebad Brunswick errichtet.

## Sport
Hove war unter anderem einer der Austragungsorte des Cricket World Cup 1999.

## Söhne und Töchter der Stadt
- Edward Carpenter (1844–1929), Dichter, Sozialist und Autor
- John Horace Round (1854–1928), Historiker
- Roger Quilter (1877–1953), Komponist
- Edna Best (1900–1974), Schauspielerin
- Joan Morris (1901–1988), katholische Theologin und Journalistin
- Malcolm Guthrie (1903–1972), Linguist
- Arthur Hilary Armstrong (1909–1997), Altphilologe und Philosophiehistoriker
- John Nye (1923–2019), Physiker und Professor an der Universität Bristol
- Colin Graham, OBE (1931–2007), Opernregisseur und Opernintendant
- Marijke Van Hemeldonck (* 1931), belgische Politikerin (sp·a)
- Ian Fraser (1933–2014), Komponist, Arrangeur und Dirigent
- John Clarke (1934–2022), kanadischer Segler
- Steve Burtenshaw (1935–2022), Fußballspieler und -trainer
- W. Edgar Yates (1938–2021), Germanist
- Nicholas Grimshaw, CBE, PRA (* 1939), Architekt
- Robert Corbett KCVB CB (* 1940), Generalmajor
- Mitch Murray (* 1940), Popmusikautor
- Jill Haworth (1945–2011), Schauspielerin
- Alexandra Bastedo (1946–2014), Schauspielerin
- John Gosden, OBE (* 1951), Trainer im Galoppsport
- Steve Baddeley (* 1961), Badmintonnationalspieler
- Richard Olivier (* 1961), Regisseur, Drehbuchautor und Schauspieler
- Karen Pickering (* 1971), Schwimmerin
- Chris Eubank junior (* 1989), Boxer
- Amber Anning (* 2000), Sprinterin